# Misaona policija
Misaona policija (engl. Thought Police, novogovorno thinkpol) ime je tajne policije fiktivne države Oceanije, opisane u Orwellovu romanu Tisuću devetsto osamdeset četvrtoj. Predstavlja dio Ministarstva ljubavi i njezin je glavni zadatak potpun nadzor i eliminacija svih podanika koji bi mogli predstavljati potencijalnu opasnost po vladajući režim ingsoca. U tu se svrhu služi konceptom tzv. zlomisli, odnosno "zabranjenih misli" čije je posjedovanje dovoljno da netko stekne status državnog neprijatelja i bude eliminiran. Na raspolaganju su joj ne samo ovlasti nad stanovništvom koje nema nikakvih prava nego i najsuvremenija dostignuća tehnologija i psihologije koja pružaju maksimalni nadzor.
Misaona policija operira pomoću telekrana, odnosno kamera smještenih u stanove članova partije, koji bilježe svaku riječ i gestu koja se kasnije pažljivo analizira. Osim tih koriste se i tradicionalne policijske metode kao što je široka mreža doušnika, ali i agenata provokatora koji ponekad čak stvaraju lažne pokrete otpora da bi eliminirali potencijalne nezadovoljnike. Misaona je policija najviše orijentirana na nadzor članova šire partije koji čine oceanijsku srednju klasu, dok se među prolovima uglavnom nastoje identificirati i preventivno eliminirati samo oni najinteligentniji koji bi eventualno mogli voditi pobunu. Kada se potencijalni neprijatelji uhite, odvode se u zgrade Ministarstva ljubavi gdje se podvrgavaju mučenju i pranju mozga da bi se od njih iznudila javna priznanja o neprijateljskoj djelatnosti i molbe za milost, čime se eliminira mogućnost da postanu mučenici.
O'Brien, jedan od ključnih likova romana, istovremeno je i član uže partije i pripadnik misaone policije.
Kao i mnogi drugi izrazi u romanu tako je i misaona policija ušla u široku upotrebu, najčešće kao pejorativni izraz kojim se označavaju pojedinci i institucije koje raznim sredstvima nastoje iz javne rasprave ukloniti stavove i ideje koji se smatraju "problematičnima".